# Храмков Іван Петрович
Іван Петрович Храмков (29 серпня 1905, село Полотняний Завод Калузької губернії, тепер Калузької області, Російська Федерація — 19 серпня 1977, місто Москва, тепер Російська Федерація) — радянський державний діяч, 1-й секретар Кустанайського обласного комітету КП Казахстану. Депутат Верховної ради Казахської РСР 3-го скликання. Депутат Верховної ради СРСР 4—5-го скликань.

## Біографія
Народився в родині робітника. З серпня 1920 до 1925 року працював слюсарем на державній паперовій фабриці села Полотняний Завод Калузької губернії. У 1924 році вступив до комсомолу. У 1925 — лютому 1927 року — секретар осередку ВЛКСМ державної паперової фабрики села Полотняний Завод Калузької губернії.
Член ВКП(б) з серпня 1926 року.
У лютому 1927 — січні 1929 року — відповідальний секретар Говардовського (Бухарінського) районного комітету ВЛКСМ у селі Кондрово Калузької губернії.
У січні — вересні 1929 року — завідувач агітаційно-пропагандистського відділу Калузького губернського комітету ВКП(б).
У вересні 1929 — серпні 1930 року — завідувач сільськогосподарської профшколи в селі Переславичі Черепецького району Московської області.
У серпні 1930 — січні 1931 року — секретар осередку ВКП(б) текстильної фабрики в селі Рязановка Подольського району Московської області.
У січні — вересні 1931 року — завідувач організаційного відділу Богородицького районного комітету ВКП(б) Московської області.
У вересні 1931 — вересні 1934 року — секретар осередку ВКП(б) та партійний організатор Московського міського комітету ВКП(б) на шахтах № 51 та № 54 Товарковського рудника в селищі Каганович Товарковського району Московської області.
У вересні 1934 — листопаді 1937 року — студент Вищого комуністичного університету імені Свердлова, здобув спеціальність вчителя середньої школи та викладача втузу.
У листопаді 1937 — жовтні 1939 року — в.о. 2-го секретаря, 2-й секретар Карачаївського обласного комітету ВКП(б).
У жовтні 1939 — грудні 1941 року — секретар Орджонікідзевського крайового комітету ВКП(б) з пропаганди та агітації.
У грудні 1941 — серпні 1942 року — секретар Орджонікідзевського крайового комітету ВКП(б) з (харчової) промисловості.
У серпні 1942 — січні 1943 року — комісар Західної групи партизанських загонів Орджонікідзевського краю.
У січні — серпні 1943 року — секретар Орджонікідзевського крайового комітету ВКП(б) з промисловості.
У серпні 1943 — вересні 1945 року — 1-й секретар П'ятигорського міського комітету ВКП(б) Ставропольського краю.
У вересні 1945 — вересні 1948 року — слухач Вищої партійної школи при ЦК ВКП(б). У 1948 році закінчив Московський державний університет імені Ломоносова.
У вересні 1948 — січні 1954 року — заступник завідувача, завідувач відділу пропаганди та агітації ЦК КП(б) Казахстану.
У січні 1954 — січні 1959 року — 1-й секретар Кустанайського обласного комітету КП Казахстану.
У квітні 1959 — червні 1961 року — начальник Головвидаву — член колегії Міністерства культури Російської РФСР.
У червні 1961 — 19 серпня 1977 року — директор Сільськогосподарського державного видавництва (з березня 1964 року — видавництва «Колос») у Москві.
Помер 19 серпня 1977 року в Москві. Похований на Хімкинському цвинтарі Москви.

## Нагороди
- два ордени Леніна
- орден Жовтневої Революції (1975)
- орден Трудового Червоного Прапора
- орден «Знак Пошани»
- медалі